# Кринички (Криворізький район)
Кринички́ — село в Україні, у Девладівській сільській громаді Криворізького району Дніпропетровської області.
Населення — 70 мешканців.

## Географія
Село Кринички знаходиться за 1,5 км від лівого берега річки Саксагань, вище за течією на відстані 2,5 км розташоване село Ордо-Василівка, нижче за течією на відстані 1,5 км розташоване село Сергіївка. По селу протікає пересихаючий струмок з загатою.

## Населення

### Мова
Розподіл населення за рідною мовою за даними перепису 2001 року:
| Мова       | Відсоток |
| ---------- | -------- |
| українська | 88,6 %   |
| російська  | 11,4 %   |